# Duomo di Tolmezzo
Il duomo di Tolmezzo, dedicato a san Martino, è la principale chiesa di Tolmezzo, in provincia e arcidiocesi di Udine; fa parte della forania della Montagna.
La chiesa è sede arcidiaconale assieme alla pieve di Santa Maria Oltre But.

## Storia

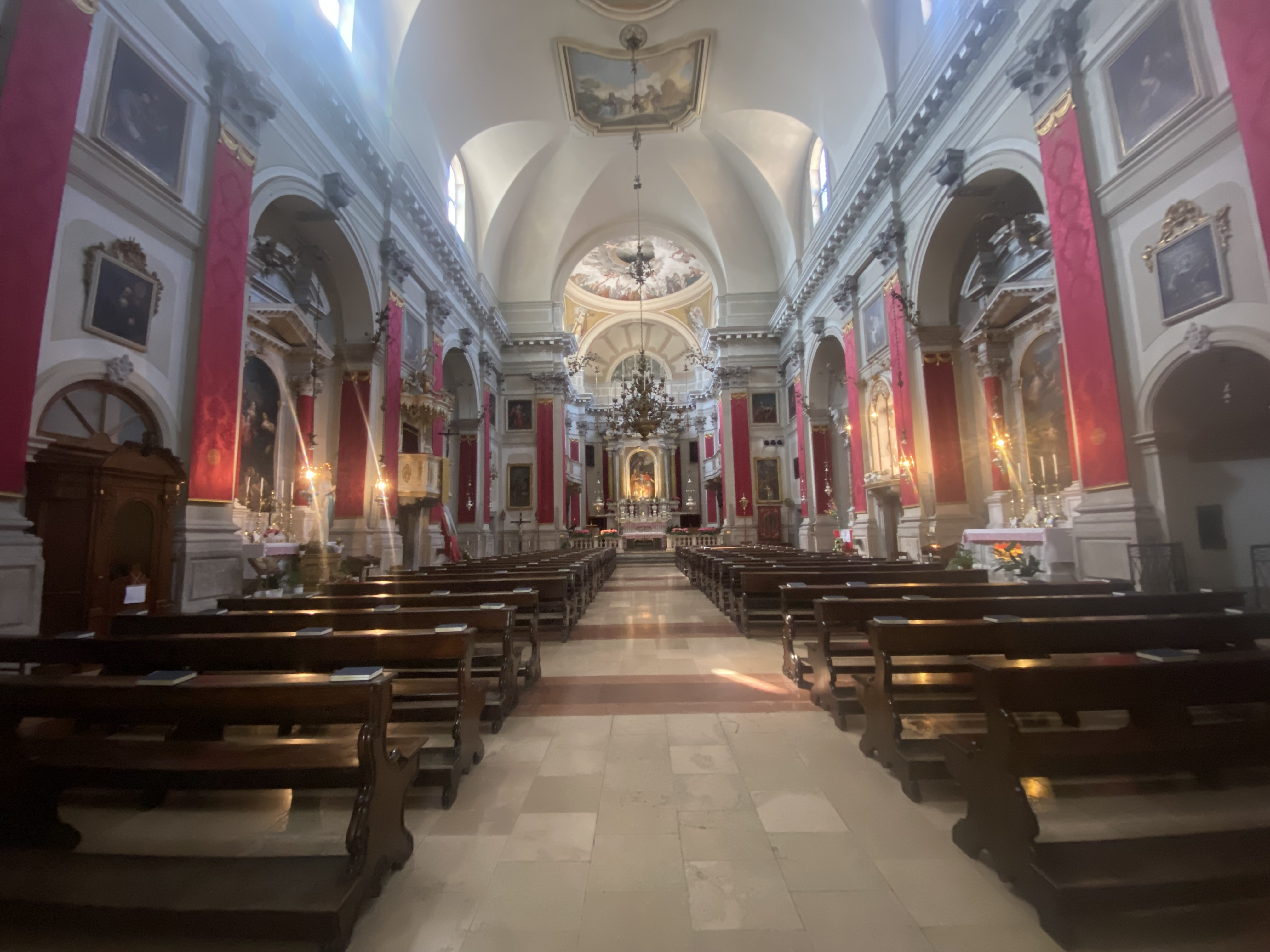
La Navata del Duomo

L'attuale edificio risale al 1764,in sostituzione al precedente Duomo demolito per le necessità del paese. Il progetto fu affidato al tolmezzino Domenico Schiavi e ai fratelli Francesco (architetto) e Antonio (pittore assieme al nipote Angelo). La facciata risulta incompleta. Infatti per mancanza di fondi Domenico schiavi non terminò mai il tetto della facciata e le quattro colonne, cosa che venne fatta solo dopo il terremoto del 1928 che distrusse la facciata, chiudendo però le due nicchiette. Il campanile risalente a prima della riforma dell'700 fu modificato dalla cella in sù nel 1921 dall'architetto Filippo Filliponi. In cima si trova l'Angelo segnavento del 1848.

## Descrizione
Il Duomo è costituito da un'unica grande navata, e al suo interno troviamo un presbiterio rialzato sovrastato dalla cupola che fu affrescata da Pietro Antonio Novelli (1765-1785) rappresentante la Santissima Trinità. Al disotto troviamo il maestoso Altare Maggiore, donato dalla famiglia Linussio.
- La pala è opera di Francesco Fontebasso del 1763 raffigurante la Vergine con il Bambino tra i santi Martino e Carlo Borromeo;

Sulle pareti della navata si sviluppano sei cappelle, tre per lato, contenenti gli altari minori.
Parete destra:
- - Cappella e Altare di San Luigi Gonzaga, donato dalla famiglia Marchi, rappresenta una pala di Pietro Antonio Novelli (Madonna con Bambino e santi Luigi, Emidio e Giovanni Battista) del 1780;
  - Cappella e Altare di Sant'Ilario Patrono della Carnia, del tutto simile all'altare posto di fronte, è opera di Francesco Alòi, su commissione della famiglia Linussio, ha una pala del Novelli raffigurante Il Martirio di sant'Ilario del 1790. Nella mensa scavata dai fratelli Filipuzzi sono custodite le reliquie di Sant'Ilario, arrivate in Carnia nel 1656.
  - Cappella e Altare delle Anime, opera di Alfonso Pozzi, ha una pala di Gaspare Diziani (tra il 1735 ed il 1740) raffigurante le anime del purgatorio al cospetto della Vergine e dei Santi Francesco d'Assisi, Antonio da Padova e Gerolamo;

Parete sinistra:
- - Cappella e Altare di San Nicola, sono di Nicolò Janesi, con pala di Filippo Giuseppini (San Nicola tra le Sante Lucia ed Anna);
  - Cappella e Altare del Rosario, del tutto simile all'altare posto di fronte, è opera di Giovanni Battista Bettini su commissione della famiglia Linussio, ospita una pala di Pietro Antonio Novelli raffigurante la Sacra famiglia tra i santi Domenico e Caterina da Siena del 1765;
  - Cappella e Altare di San Pietro, dono della famiglia Camucio. La pala d'altare originaria, opera di Gerolamo da Ponte andò perduta a seguito di un incendio, e fu sostituita con una attribuita al Martinelli. (L'incoronazione della Vergine e due santi francescani).
- Ciclo con i Dodici Apostoli, la Vergine il Salvatore, il Battista e Sant'Ilario opere del pittore carnico Nicolò Grassi e realizzati grazie alla generosità di Jacopo Linussio, a cui il pittore dedicò un ritratto, ora conservato nella Sacrestia del Duomo.

Interessanti anche la grande acquasantiera e il battistero opere di Carlo da Carona, il ciborio attribuito a Bernardino da Bissone, il Pulpito, un crocifisso in legno probabilmente del Cinquecento ed un mobile di sagrestia dell'intagliatore cividalese Matteo Deganutti del XVIII secolo.

### Galleria di immagini

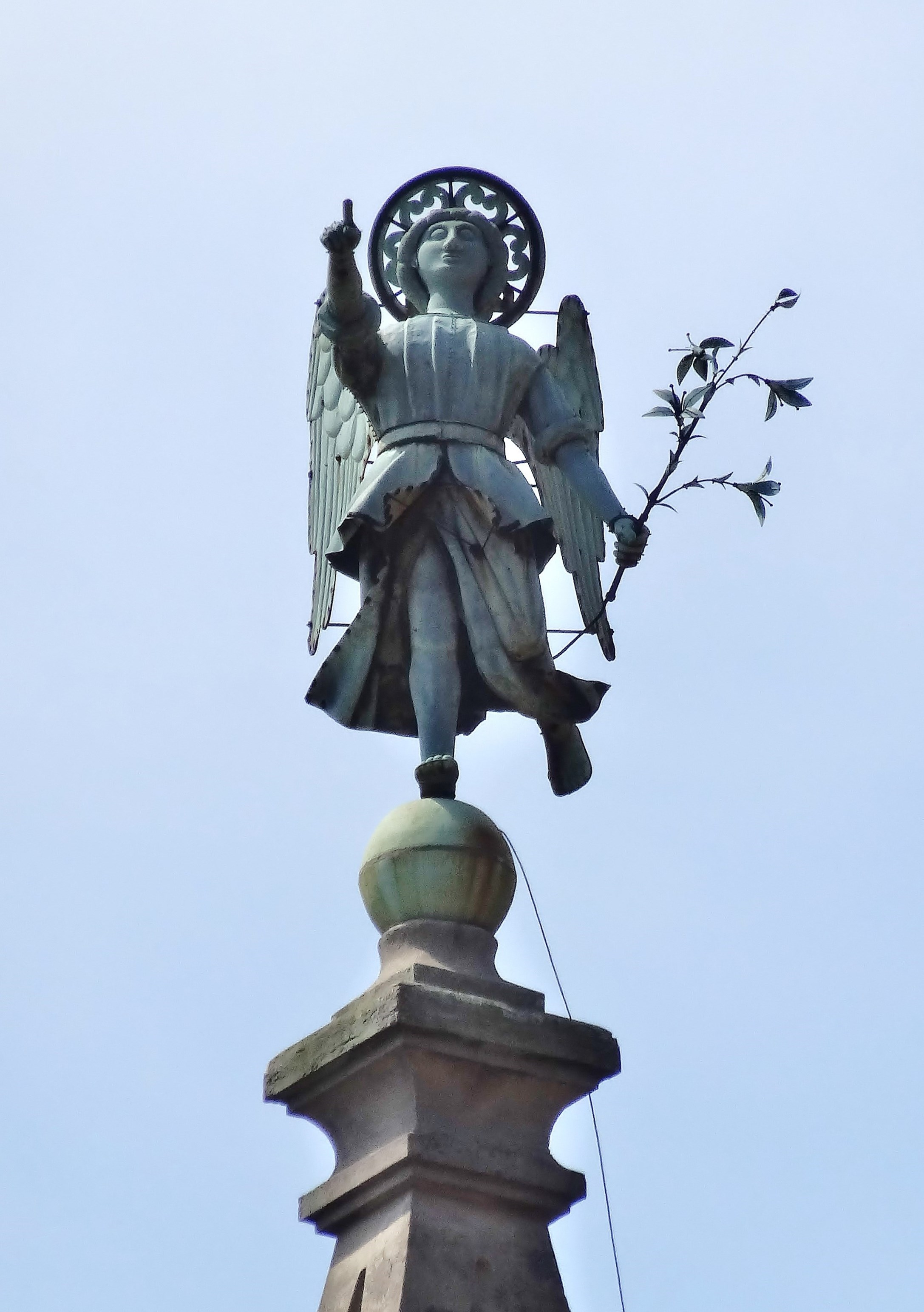
Angelo segnavento posto sulla cuspide del Campanile
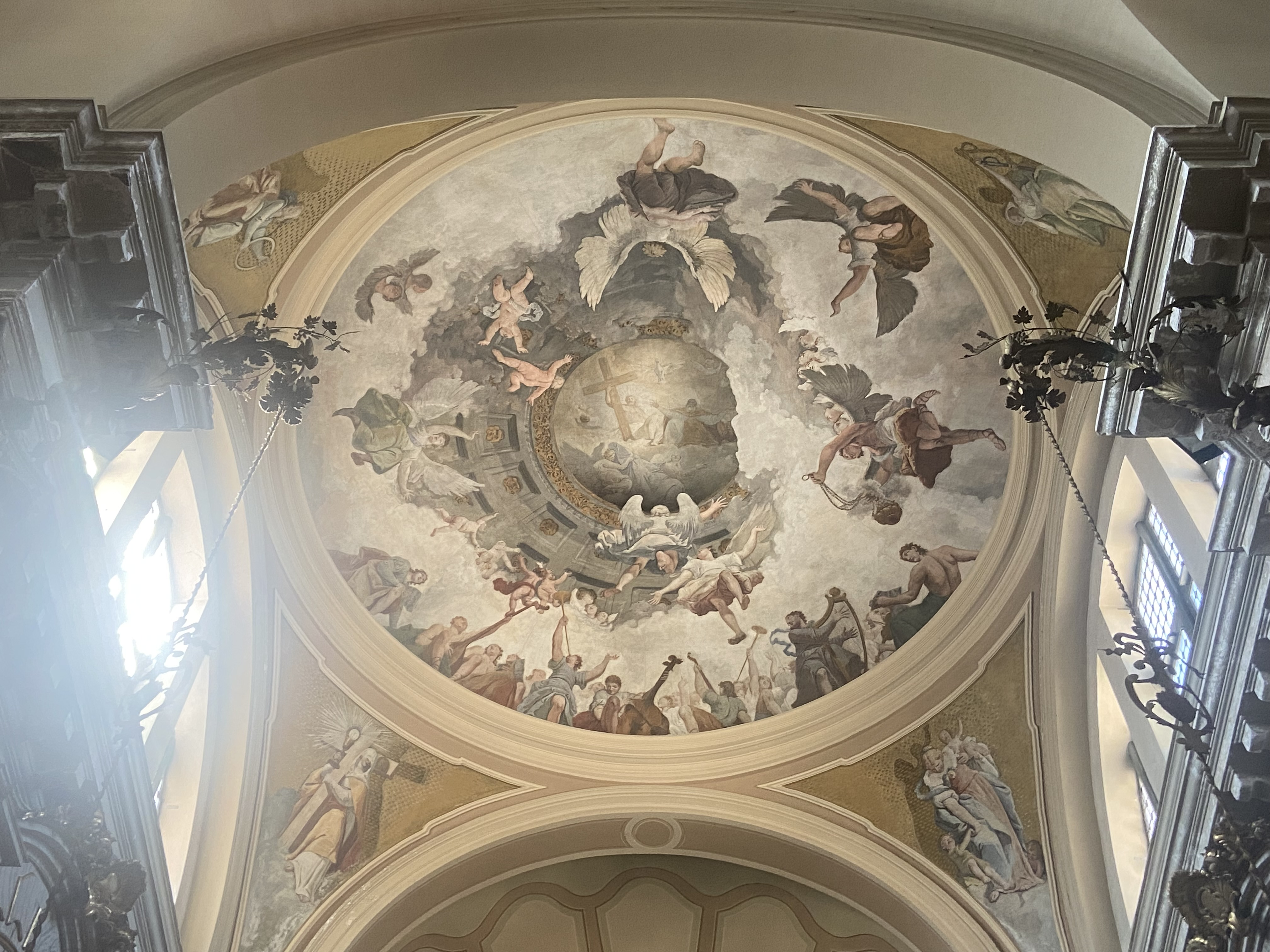
La Cupola raffigurante la Trinità in gloria
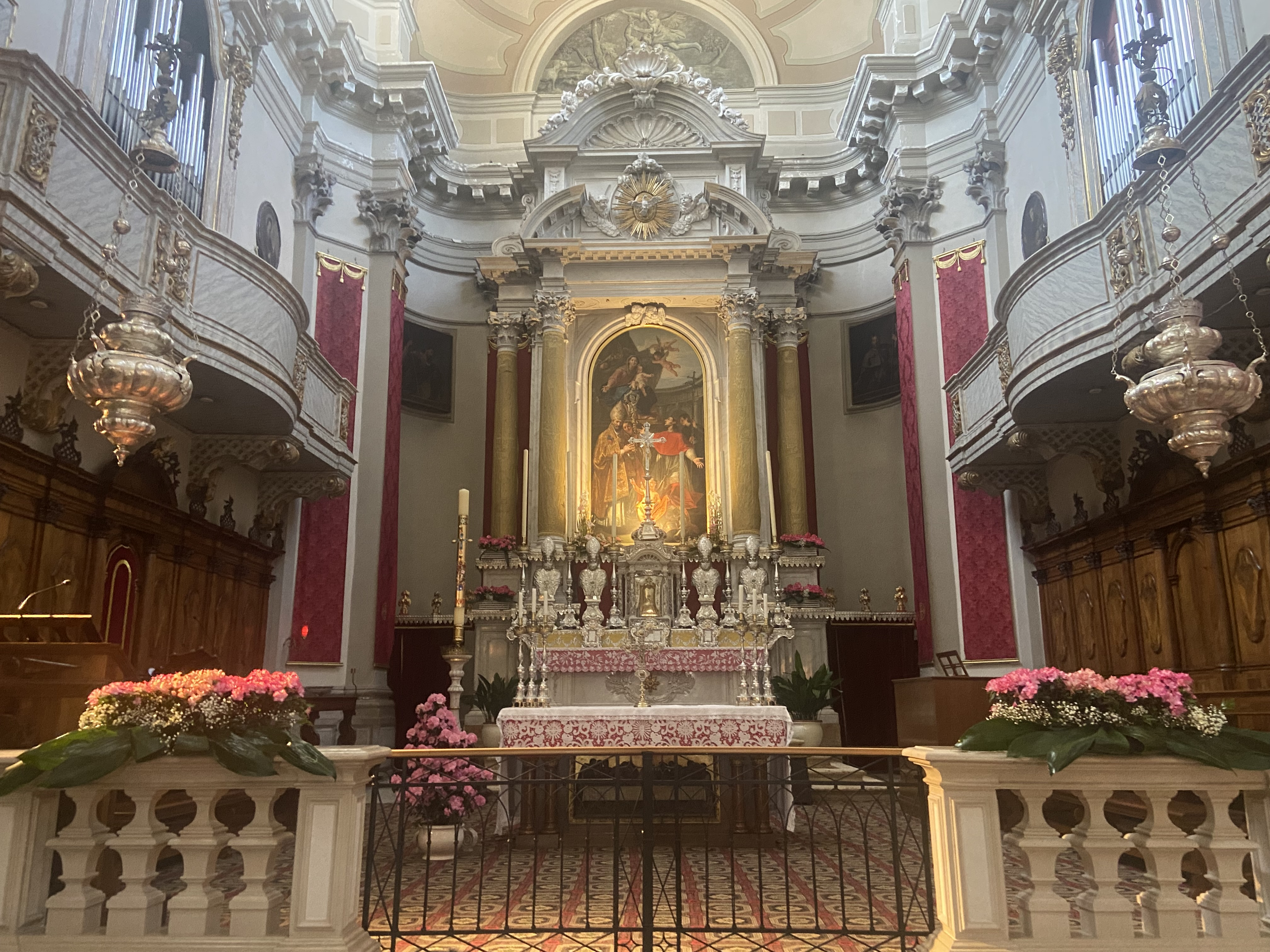
Il Presbiterio: al centro il Maestoso Altare Maggiore, ai lati due banchi da coro e i due Organi
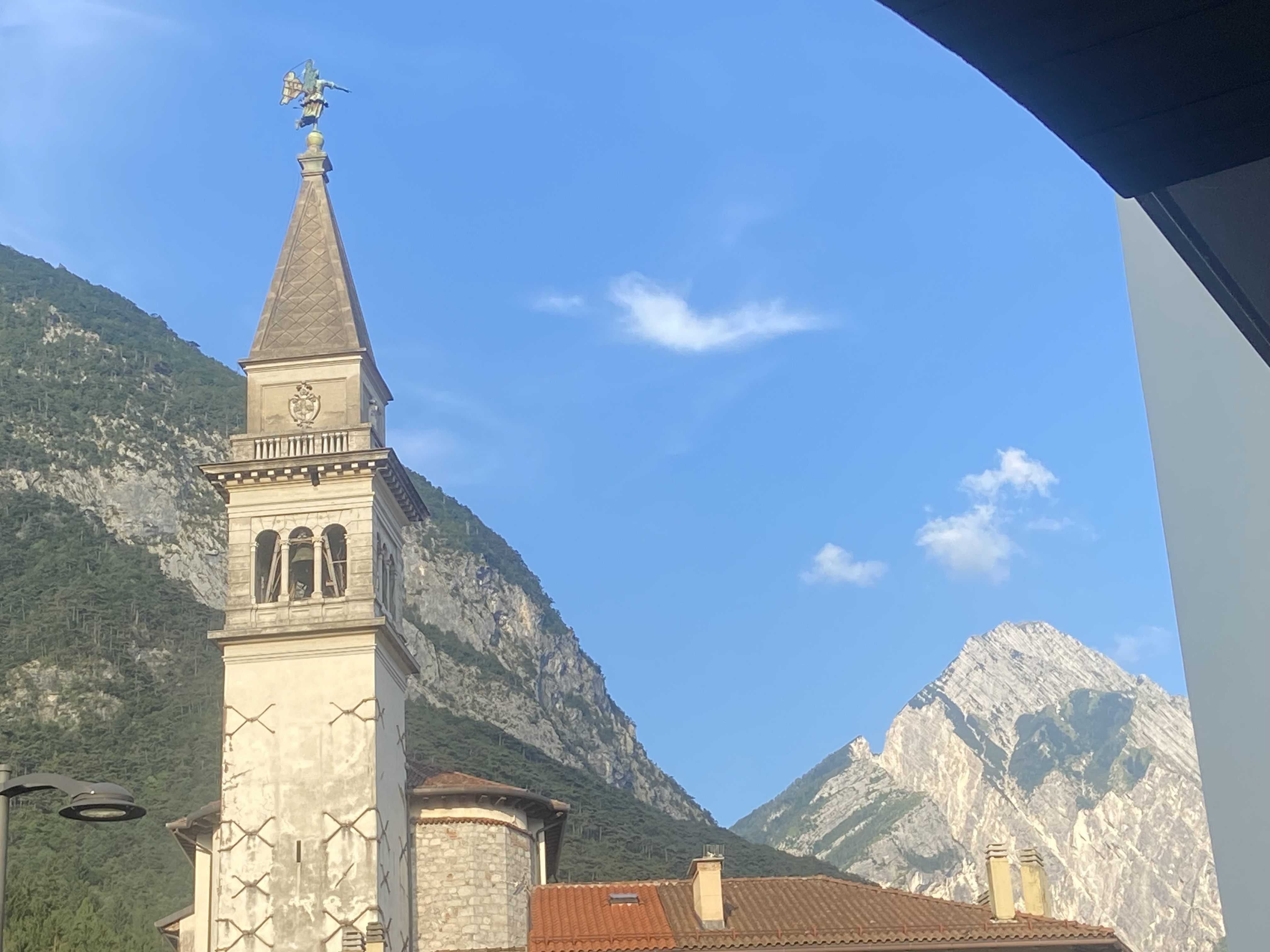
Il Campanile del Duomo e sullo sfondo il Monte Strabût a sinistra e il Monte Amariana a destra
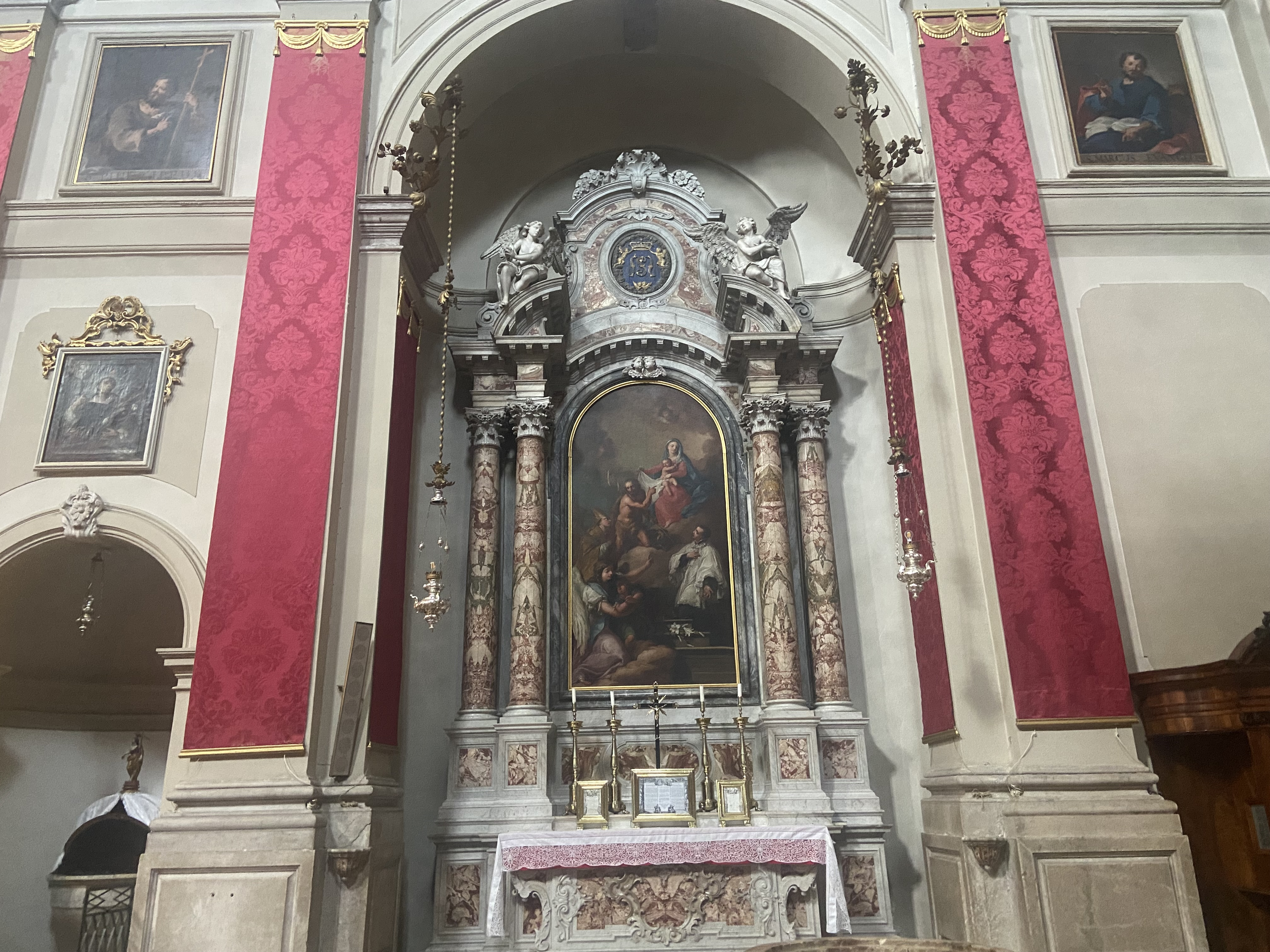
Altare di San Luigi
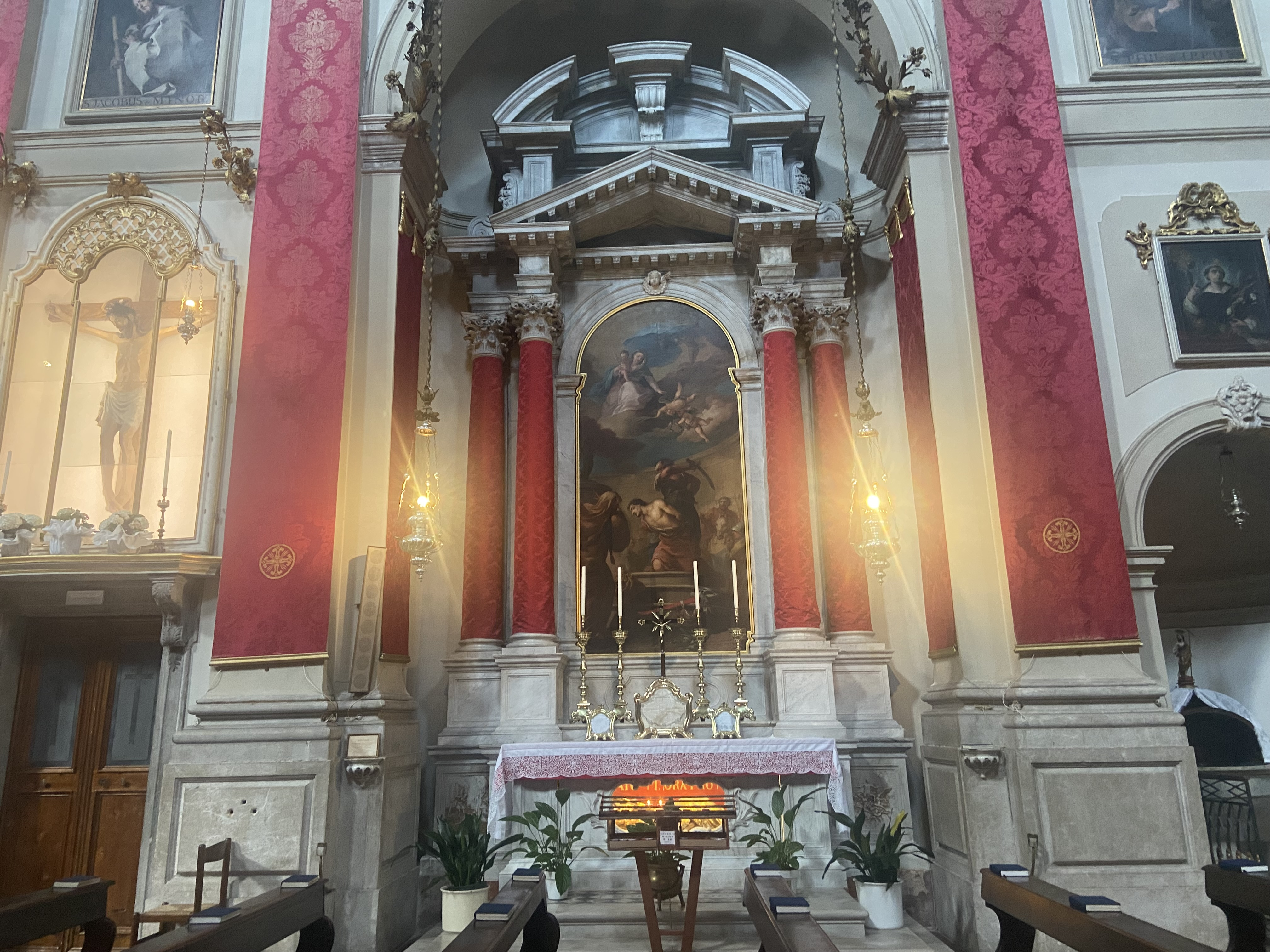
Altare di Sant'Ilario, Patrono della Carnia. Nella Mensa le Reliquie del Martire
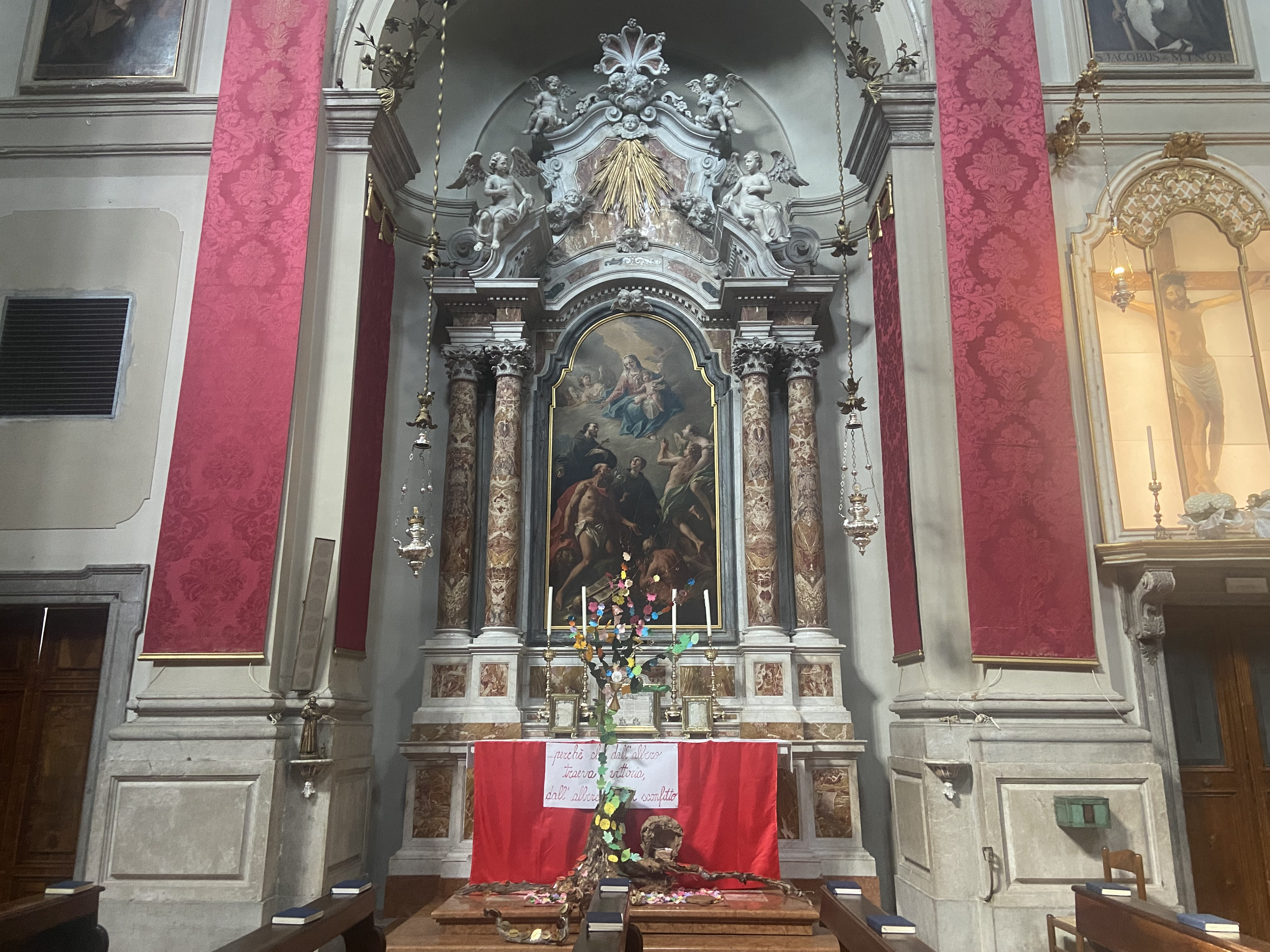
Altare delle Anime del purgatorio
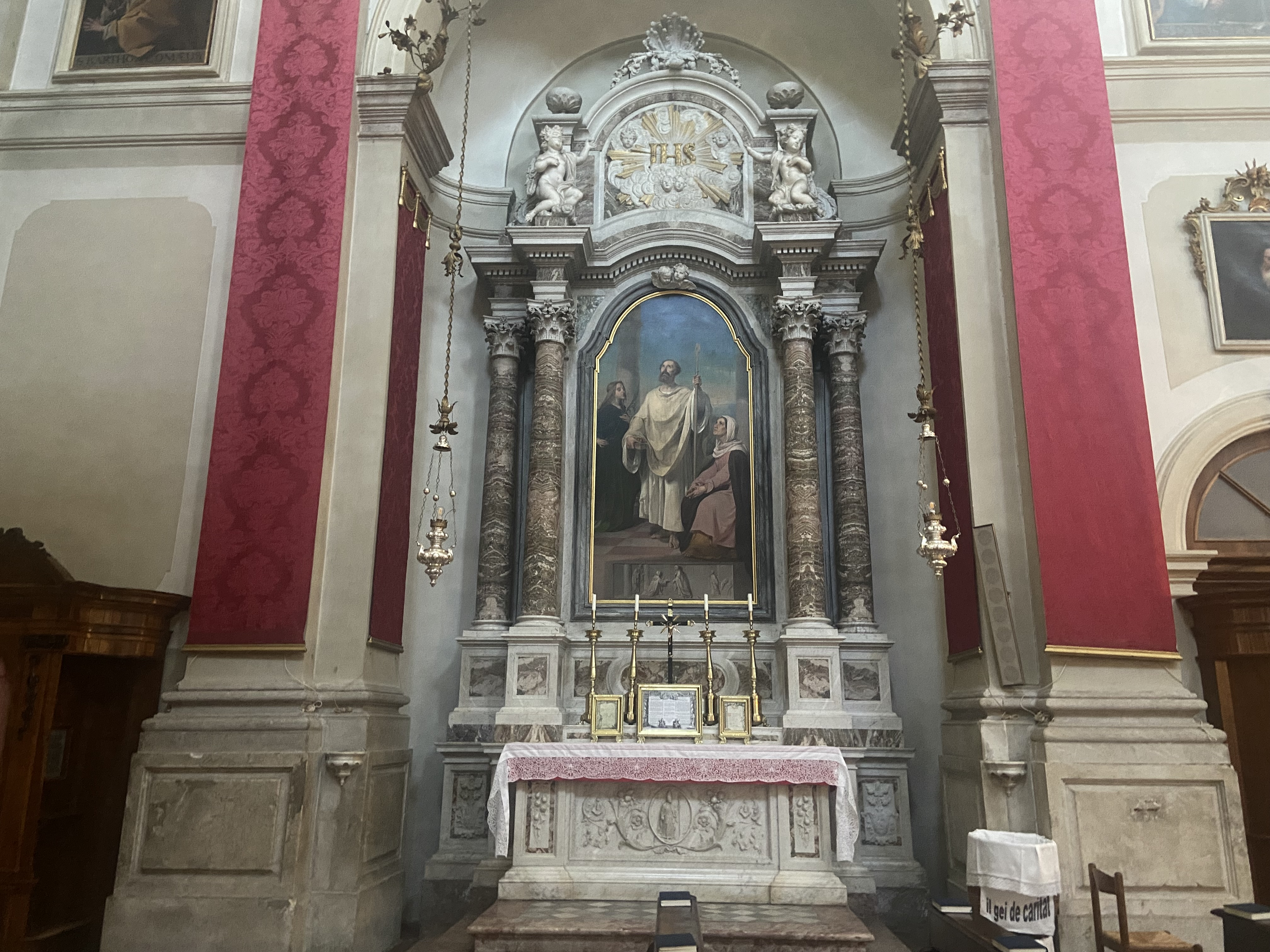
Altare di San Nicolò
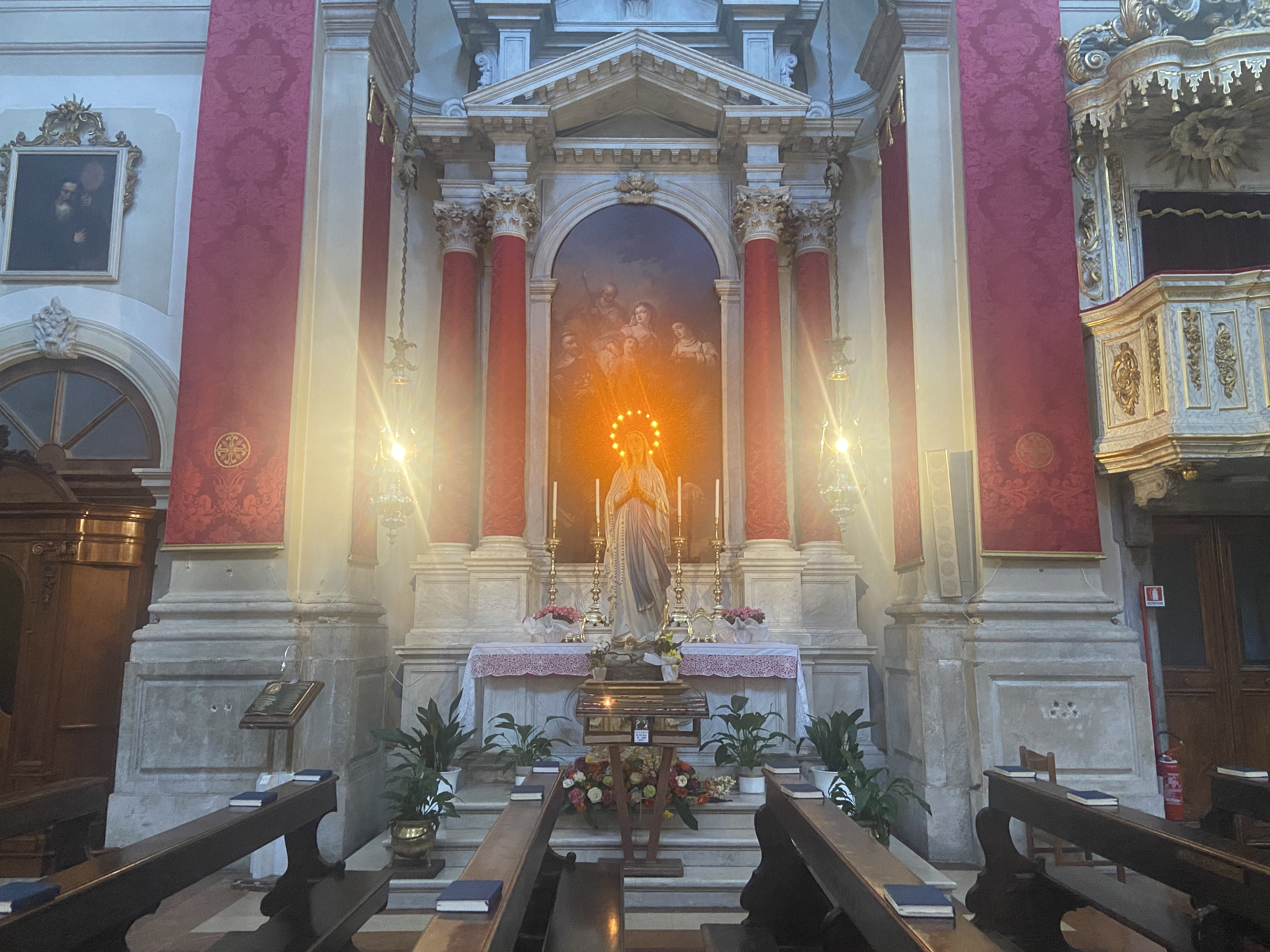
Altare del Rosario
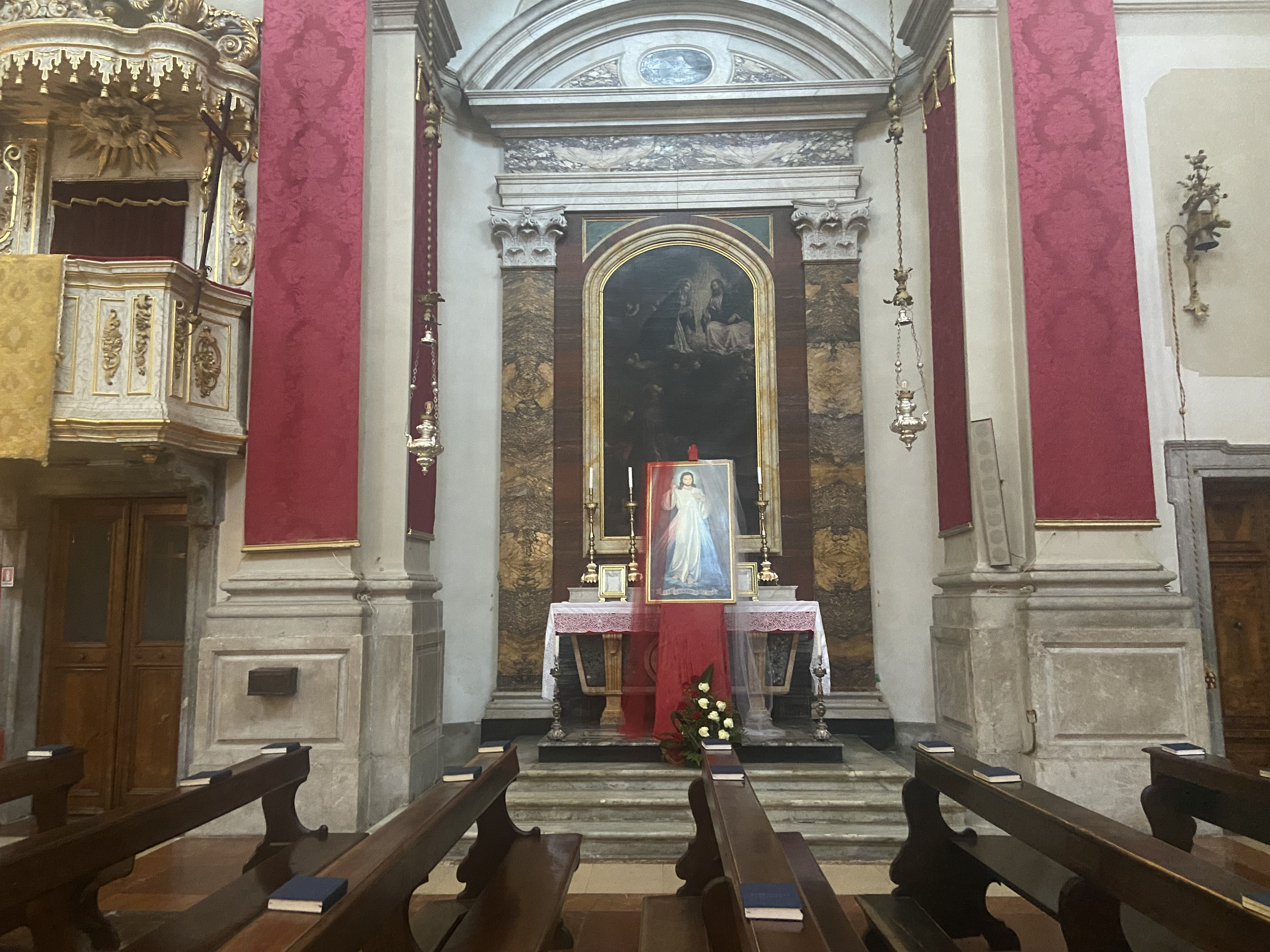
Altare di San Pietro

## Elenco degli arcidiaconi
Elenco degli arcidiaconi della Carnia prima dell'unione con la pieve di Santa Maria Oltre But:
- Ermanno dei conti d'Ortembug (1169-...)
- Paolo (1256-1258)
- Rinaldo (1258-1262)
- Enrico d'Illegio (1262-1284)
- Pietro Buca (1284-1290)
- Ryale di Treviso (1312-1318)
- Nicolussio (1318-1339)
- Simone Ziliolo (1349-1351)
- Ancelotto di Cuccagna (1352-1358)
- P.Giovanni di Tolmezzo (1377-1378)
- Nicolò di Nesdicz (1388-...)
- Antonio Gaetani (1401-...)
- Giacomo di Arpino (1401-1407)
- Giovanni Hertlino (1418-1421)
- Doringussio di Mels (1421-...)
- Cesare di Sacile (1445-...)
- Agapito (1449-1450)
- Giorgio Veniero (1462-1464)

Dopo l’unione dell’arcidiacono della Carnia alla Pieve di Santa Maria Oltre But, dal 1777 Protonotari apostolici:
- Giovanni De Blanzate (1464-1467)
- Filippo da Prepotto (1467-1468)
- Marco da Conegliano (1468-1488)
- Francesco d'Aviano (1488-1506)
- Scisma (1506-1507):
  - Giuseppe Bruno (nominato dall'Abate di Moggio)
  - Giovanni Giacomo de Flumiani (nominato dal Patriarca di Aquileia)
  - cardinale Giovanni Colonna (Inviato da papa Giulio II)
- Gregorio de Bertolini (1508-1509)
- Giovanni Giacomo de Flumiani (1509-1523)
- Giovanni Antonio de Flumiani (1523-1572)
- Placido Quintiliano (1572-1620)
- Giuseppe Bruno (1620-1629)
- Valentino Michise (1629-1635)
- Giuseppe Gottardis (1635-1661)
- Fabio Deciani (1661-1695)
- Francesco Galazio (1695-1707)
- Giuseppe Antonini (1707-1744)
- Carlo Camucio (1744-1756)
- mons Giacomo Sabadini (1757-1782)
- mons Giuseppe Rizzardi (1783-1790)
- mons Giuseppe Agnese (1791-1832)
- mons Francesco Comelli (1832-1840)
- mons Giuseppe Chiussi (1841- 1859)
- mons Pietro Rossi (1860-1889)
- (1889-1896) sede vacante con nomina dell'economo Liberale Dell'Angelo
- mons Giovanni Luigi Canciani (1896-1911)
- mons Pietro Ordiner (7 maggio 1911 - 13 febbraio 1948)
- mons Luigi Tonutti (11 settembre 1949 - giugno 1981)
- mons Franco Puntel (15 novembre 1981 - 11 febbraio 1998)
- mons Angelo Zanello (5 settembre 1998 - in carica-